# Городло (гміна)
Гміна Городло (пол. Gmina Horodło) — сільська гміна у східній Польщі. Належить до Грубешівського повіту Люблінського воєводства.
Станом на 31 грудня 2011 у гміні проживало 5607 осіб.

## Площа
Згідно з даними за 2007 рік площа гміни становила 130.27 км², у тому числі:
- орні землі: 71.00%
- ліси: 21.00%

Таким чином, площа гміни становить 10.26% площі повіту.

## Населення
Станом на 31 грудня 2011:
| Опис     | Загалом | Загалом | Чоловіки | Чоловіки | Жінки | Жінки |
| -------- | ------- | ------- | -------- | -------- | ----- | ----- |
| одиниця  | осіб    | %       | осіб     | %        | осіб  | %     |
| все      | 5607    | 100     | 2746     | 48.97    | 2861  | 51.03 |
| міське   | 0       | 100     | 0        |          | 0     |       |
| сільське | 5607    | 100     | 2746     | 48.97    | 2861  | 51.03 |

## Населені пункти
Гміна складається з 15 сіл, як, у свою чергу, кожне становить повноцінну адміністративну одиницю - солтиство.
- Бережниця — (Bereżnica);
- Городло — (Horodło);
- Гребенне — (Hrebenne);
- Зосин — (Zosin);
- Кобло-Колонія — (Kobło-Kolonia);
- Копилів — (Kopyłów);
- Ліскі — (Liski);
- Лушків — (Łuszków);
- Матче — (Matcze);
- Порай — (Poraj);
- Рогалін — (Rogalin);
- Стрижів — (Strzyżów);
- Цегельня — (Cegielnia);
- Цьолкі — (Ciołki);
- Янки — (Janki).

## Історія
Гміна Волость Стрижів утворена в 1867 р. у складі Грубешівського повіту Люблінської губернії Російської імперії. 1 січня 1870 р. до волості включене Городло, позбавлене прав міста і зведене до статусу селища. З 1877 р. волость фігурує вже під назвою Городло. Територія становила 19 326 морги (приблизно 108,26 км²), було 6 367 мешканців.
У 1882 р. до складу волості входили:
1. Городло — селище і фільварок
2. Бережниця — передмістя
3. Цегельня — село
4. Фіфілівка — село
5. Гребенне — село
6. Гусинне — фільварок
7. Кобло — село
8. Копилів — село
9. Комора — село
10. Красниця — село і фільварок
11. Ліски — село
12. Лушків-Боярщина — селище
13. Лушків — село і фільварок
14. Лушків-Комора — село
15. Мазярня — село
16. Матче — село
17. Старин — село
18. Стрижів — село
19. Вінявка — село і фільварок
20. Вигода — село

За переписом 1890 р. у волості було 8 575 мешканців, з них 5 200 православних, 2 354 римо-католики (латинників і поляків) і 1 021 юдей.
За переписом 1905 р. у волості було 10302½ десятин землі (приблизно 112,53 км²), 2217 будинків і 7819 мешканців.
У 1912 р. волость разом з повітом перейшла до Холмської губернії.
У 1915 р. перед наступом німецьких військ російською армією спалені українські села і більшість українців були вивезені углиб Російської імперії, звідки повертались уже після закінчення війни. Натомість поляків не вивозили. В 1919 р. після окупації Польщею Холмщини гміна у складі повіту включена до Люблінського воєводства Польської республіки.

## Сусідні гміни
Гміна Городло межує з такими гмінами: Білопілля, Дубенка, Грубешів. Гміна межує з Україною (Волинська область, Володимирський район, місто Устилуг — перетин кордону, з польського боку — Зосин.